# Lalitpur (district in Nepal)

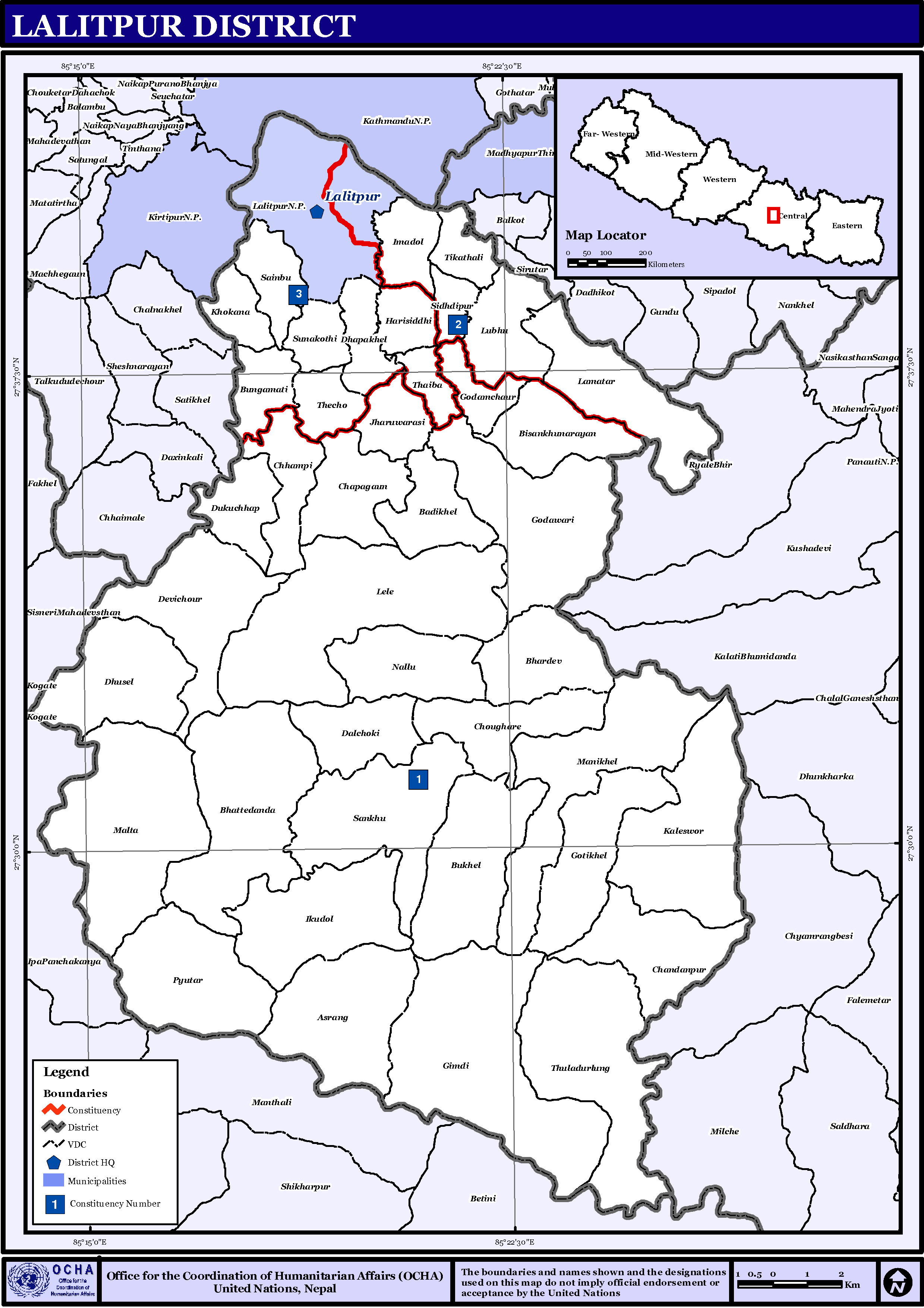
Kaart van Lalitpur

Lalitpur (Nepalees: ललितपुर) is een van de 75 districten van Nepal. Het is gelegen in de bestuurlijke zone Bagmati en de hoofdstad is Lalitpur.

## Stedenendorpscommissies[2][3]
- Stad: Nepalees: nagarpalika of N.P.; Engels: municipality;
- Dorpscommissie: Nepalees: gāu bikās samiti; Engels: village development committee of VDC.

- Steden (1): Lalitpur.
- Dorpscommissies (41): Ashrang, Badikhel, Bhardev, Bhattedanda, Bisankhunarayan, Bukhel, Bungmati, Chandanpur, Chapagaun, Chhampi, Choughare, Dalchoki, Devichour, Dhapakhel, Dhusel, Dukuchhap, Gimdi, Godamchaur, Godawari , Gotikhel, Harisiddi (of: Harisiddhi), Ikudol, Imadol, Jharuwarsi, Kaleswor, Khokana, Lamatar, Lele, Lubhu, Malta, Manikhel, Nallu, Pyutar, Sainbu, Sankhu, Siddhipur, Sunakoti (of: Sunakothi), Thaiba, Thecho, Thuladurlung, Tikathali.

## Geboren in Lalitpur
- Satya Mohan Joshi (1920-2022), schrijver en onderzoeker

Achham · 
Arghakhanchi · 
Baglung · 
Baitadi · 
Bajhang · 
Bajura · 
Banke · 
Bara · 
Bardiya · 
Bhaktapur · 
Bhojpur · 
Chitwan · 
Dadeldhura · 
Dailekh · 
Dang · 
Darchula · 
Dhading · 
Dhankuta · 
Dhanusa · 
Dolkha · 
Dolpa · 
Doti · 
Gorkha · 
Gulmi · 
Humla · 
Ilam · 
Jajarkot · 
Jhapa · 
Jumla · 
Kailali · 
Kalikot · 
Kanchanpur · 
Kapilvastu · 
Kaski · 
Kathmandu · 
Kavrepalanchok · 
Khotang · 
Lalitpur · 
Lamjung · 
Mahottari · 
Makwanpur · 
Manang · 
Morang · 
Mugu · 
Mustang · 
Myagdi · 
Nawalparasi · 
Nuwakot · 
Okhaldhunga · 
Palpa · 
Panchthar · 
Parbat · 
Parsa · 
Pyuthan · 
Ramechhap · 
Rasuwa · 
Rautahat · 
Rolpa · 
Rukum · 
Rupandehi · 
Salyan · 
Sankhuwasabha · 
Saptari · 
Sarlahi · 
Sindhuli · 
Sindhulpalchok · 
Siraha · 
Solukhumbu · 
Sunsari · 
Surkhet · 
Syangja · 
Tanahu · 
Taplejung · 
Terhathum · 
Udayapur